# Маланкарская православная церковь

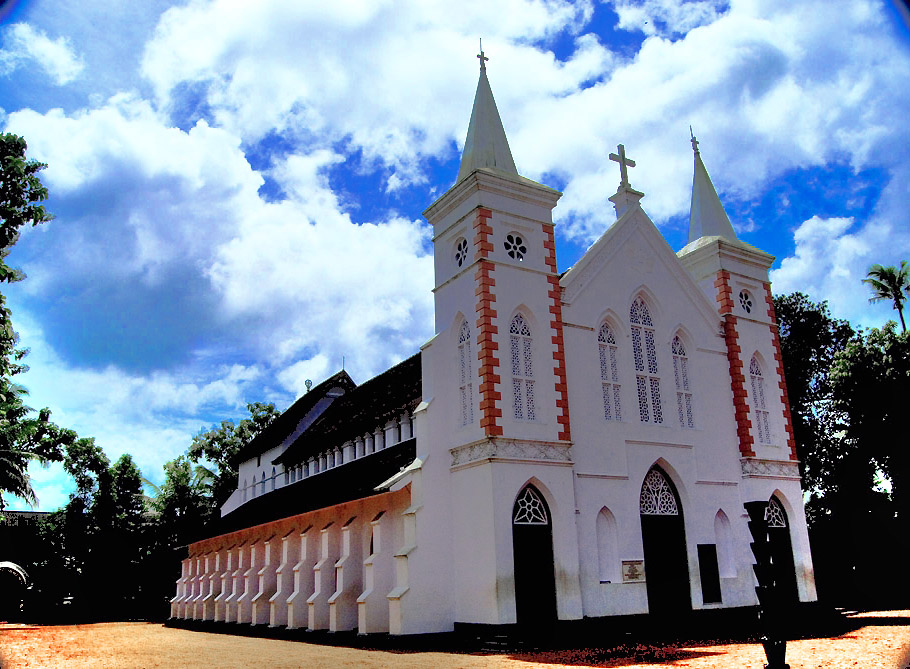
Церковь Ниранам

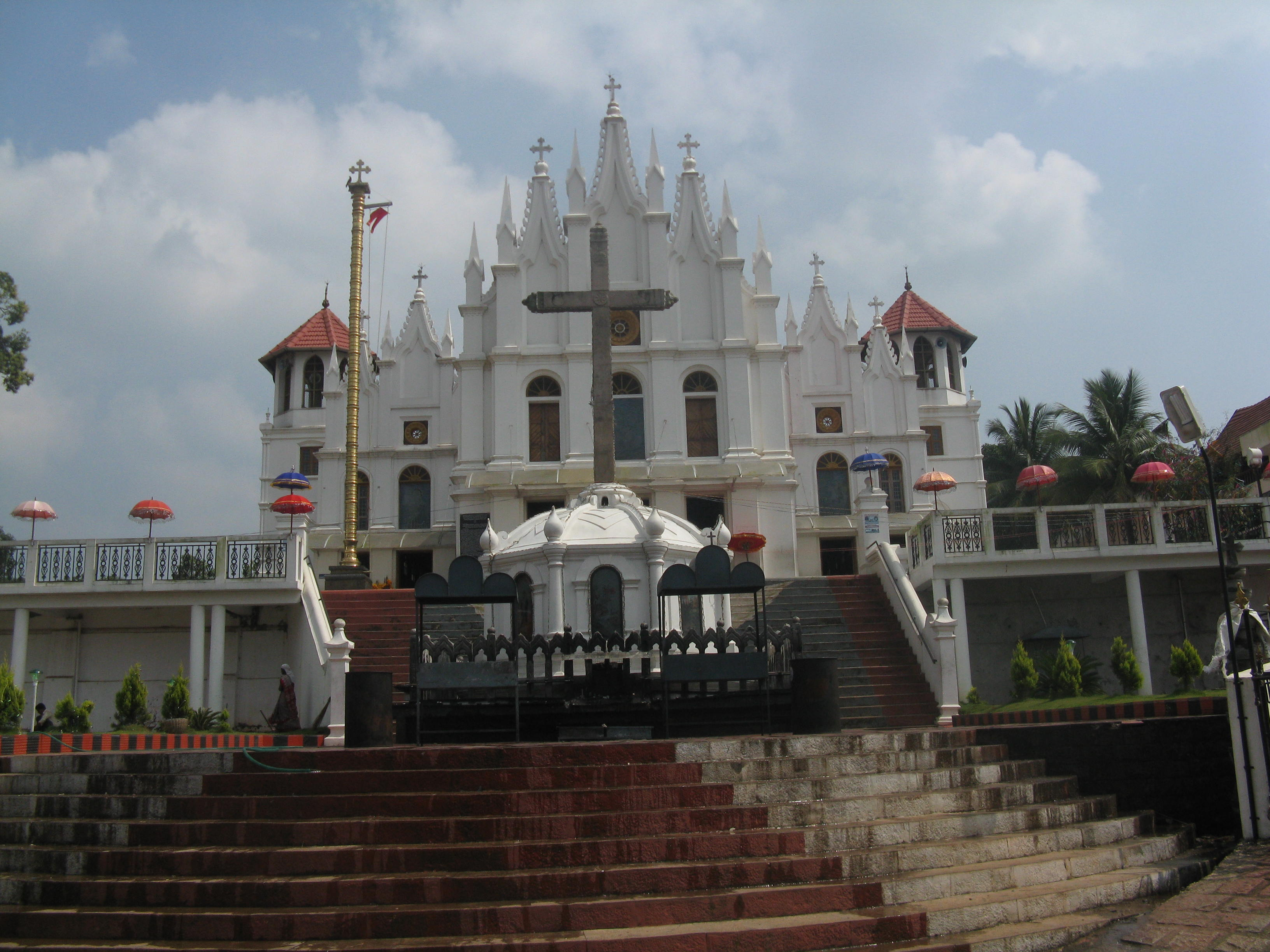
Церковь Путуппалли

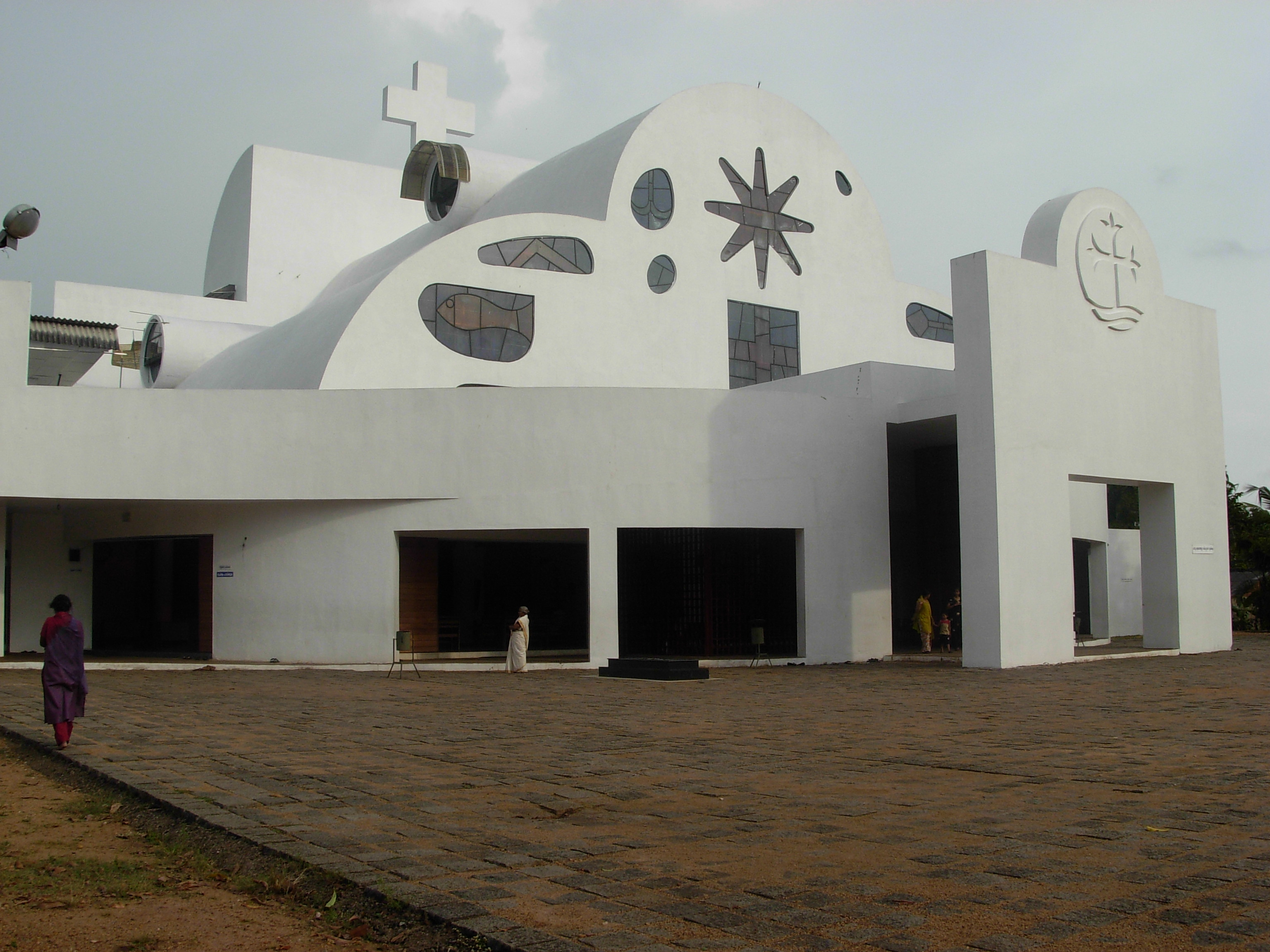
Церковь Парумала

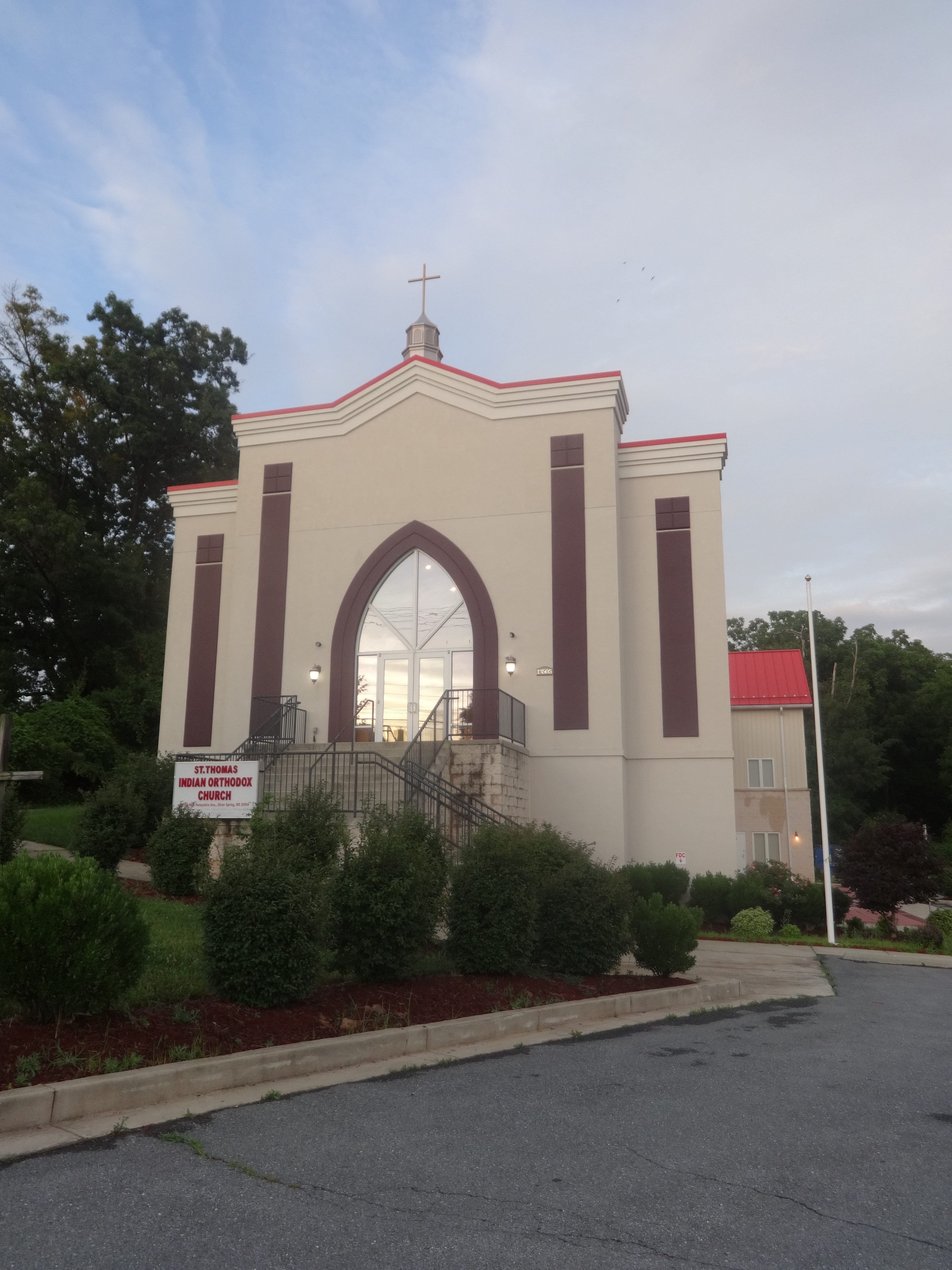
Индийская православная церковь Святого Фомы, Мэриленд, США

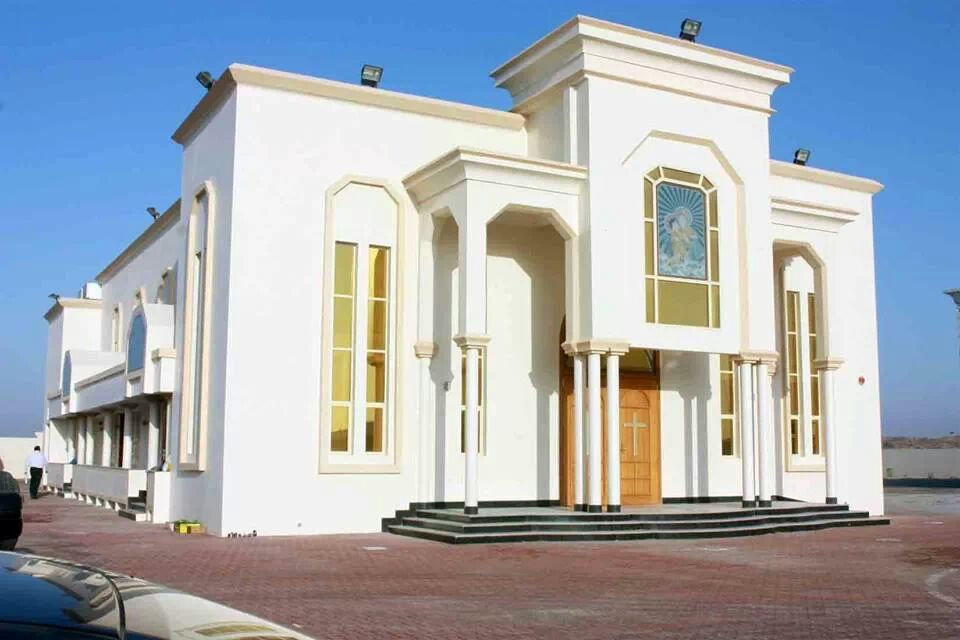
Индийская православная церковь Святой Марии, Рас-эль-Хайма, Объединённые Арабские Эмираты

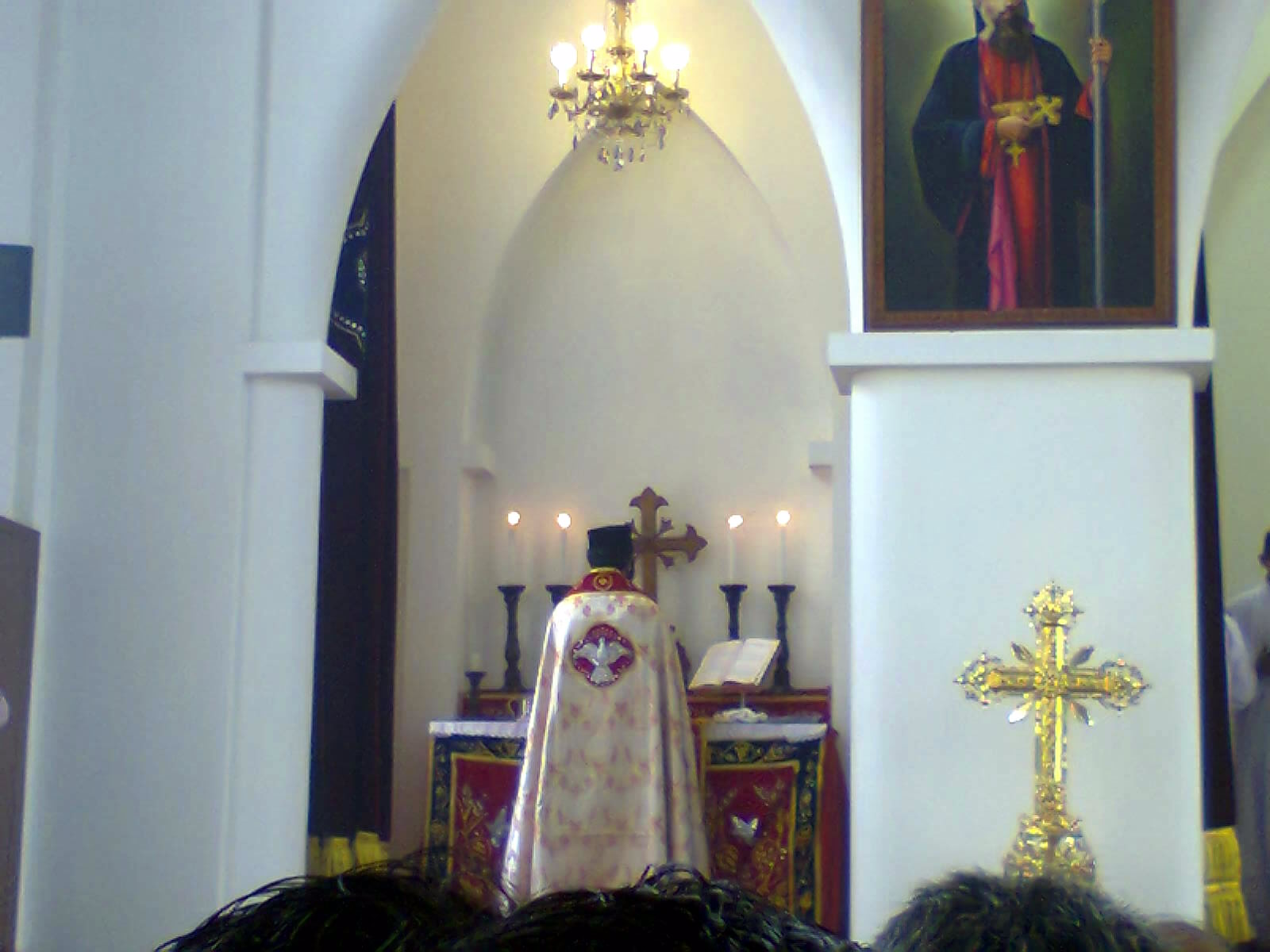
Божественная литургия Маланкарской православной церкви в церкви Святого Иакова в Дели

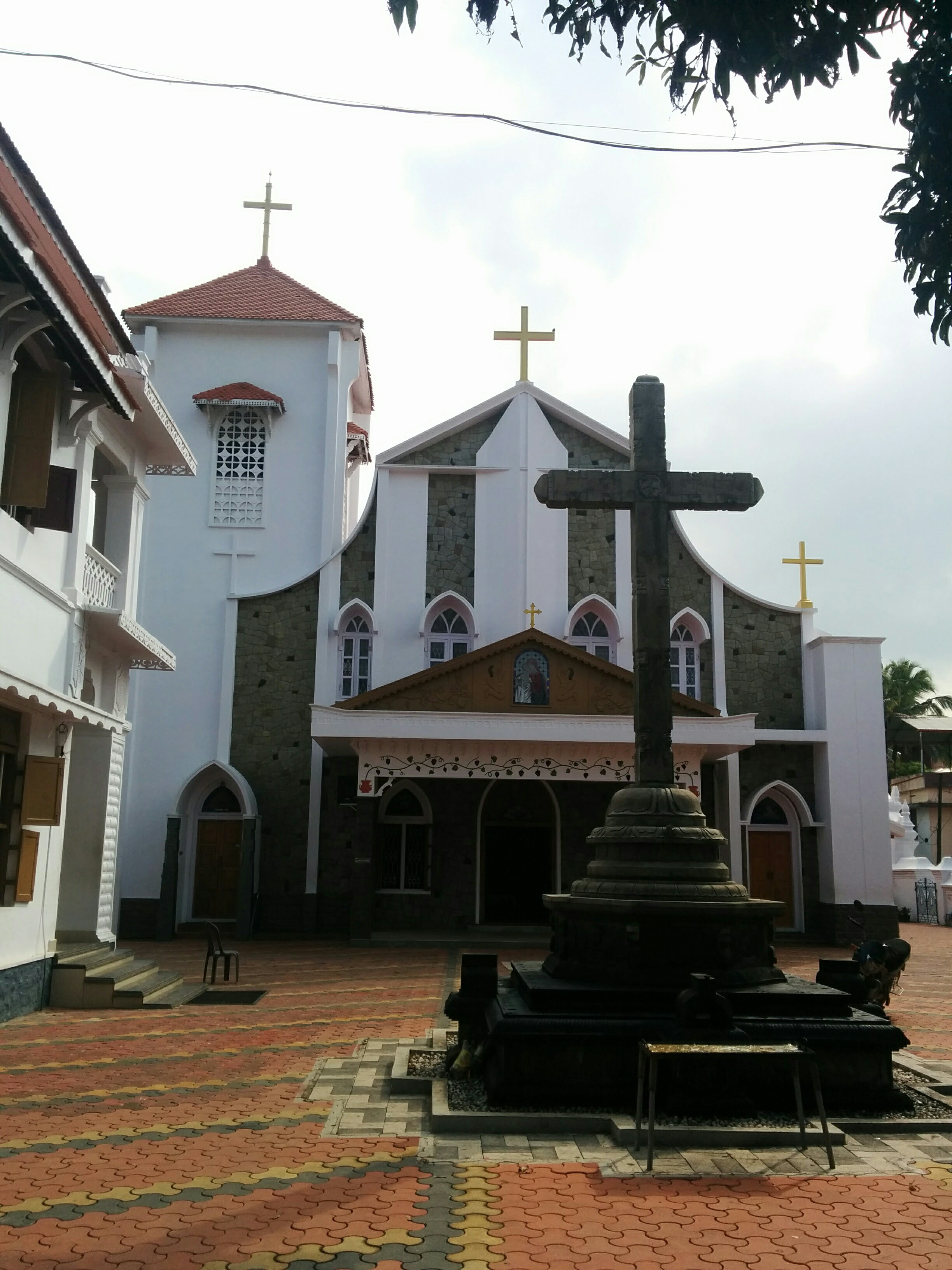
Путиякаву Палли

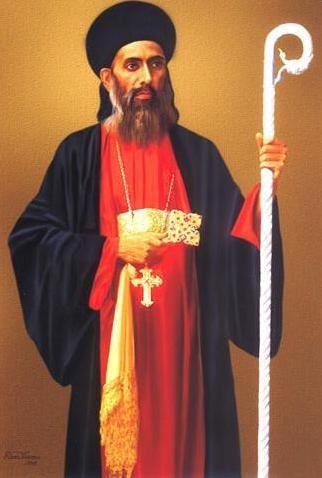
Святой Геваргезе Мар Грегориос Парумалы

Маланка́рская сири́йская правосла́вная це́рковь (или «христиане апостола Фомы», малаял. മലങ്കര ഓർത്തഡോക്സ് സുറിയാനി സഭ) — одна из древневосточных (нехалкидонских) церквей. По преданию, основана в 52 году апостолом Фомой. Её предстоятель носит титул «католикоса Востока» — митрополита Маланкарского и имеет резиденцию в Коттаяме (штат Керала).

## История и этимология
Наименование восходит к слову Малианкара — географическому названию места на юго-западе побережья Индостана (штат Керала), где, согласно преданию, на землю Индии впервые вступил апостол Фома, которого, собственно, считала своим родоначальником община христиан, существовавшая с древности на юге Индии (отсюда и второе самоназвание). Эта община подчинялась несторианской Ассирийской церкви Востока в Персии и в богослужении пользовалась местной разновидностью халдейского обряда (т. н. «малабарский обряд»).
В V веке организационно принадлежала к восточно-сирийскому («несторианскому») патриархату Селевкии-Ктесифона, влияние которого в Аравии и Северной Индии было доминирующим.
Тем не менее «христиане апостола Фомы» теперь в подавляющем большинстве не являются несторианами.
После открытия Малабарского побережья португальцами (1489, Васко да Гама), началось окатоличивание индийской церкви (Собор в Диампере, 1599). Это привело к расколу 1653 года, когда наибольшая часть малабарских христиан отделилась от навязанной им португальцами унии и в 1665 году присоединилась к Сиро-яковитской церкви, которая доминировала на севере. Эта объединённая церковь теперь известна как Сирийская православная церковь Индии. Часть её верующих (Маланкарскую православную церковь, считающую себя автономной, но фактически из-за неурегулирования разногласий с Сиро-Яковитской церковью являющуюся автокефальной и даже имеющую свою автономную Гоанскую ортодоксальную церковь) возглавляет патриарх-католикос Востока Василий Мар Фома Матфей II (резиденция в Коттаяме), а большая часть непосредственно подчиняется патриарху Сиро-Яковитской церкви.

## Раскол в Маланкарской церкви
В 1653 году большая часть верующих отделилась от униатской Маланкарской церкви и дала клятву — «Клятву креста Кунан» о неподчинении папе Римскому. Тогда же ими был посвящён епископ Мар Тома (его «посвятили» двенадцать священников), который возглавил церковь. В 1761 Мар Тома VI был рукоположён в митрополиты представителями Сирийской (Православной) церкви. В 1816 Британские миссионеры начали свою деятельность, в том числе — перевели Библию на язык малаялам.
В 1876 Авраам Малпан, под влиянием протестантских миссионеров, попытался реформировать церковь изнутри (для этого к Патриарху был послан его племянник, посвящённый в епископы). Лидер противников реформирования Пуликоттил Иосиф Рамбан также поехал к Патриарху и вернулся не только с саном епископа, но и с Патриархом Петром III, таким образом не только утвердив свою власть, но и окончательно подтвердив главенство Патриарха в Маланкарской церкви. В 1889 Патриарх признал Иосифа Мар Дионисия (Рамбана) главой церкви, что повлекло за собой отделение реформаторской группы и образование ими самостоятельной церкви — «Мартомитской церкви».
В начале XX века у патриархата был затребован Католикос, на что был получен отказ. В 1912 году в Кералу приехал Патриарх Абдулла и потребовал от Митрополита подписать документ, по которому Патриарх временно получал полноту власти в Маланкарской церкви, митрополит отказал, и тогда патриарх отлучил его от церкви. Это раскололо церковь на две группы: поддерживающая патриарха называлась «Партия Бава», поддерживающая митрополита — «Партия Метран». Митрополит попросил отстранённого патриарха Абдул Масиха дать церкви автокефалию и Католикоса, и на этот раз просьба была удовлетворена. Группа Сиро-православных индийцев провозгласила об отделении от Сирийского патриархата, образовании автокефальной церкви и восстановлении древнего Католикосата Западной Индии.
В 1930 году группа под предводительством Мар Иваниуса приняла унию с Римом.
Примирение обеих церквей произошло в 1958 году, когда Высший Суд Индии признал, что только автокефальная церковь является юридически легальным образованием. Обе «партии» слились в единую церковь. В 1975 году Сирийский патриарх лишил католикоса сана и назначил взамен своего. Это снова раскололо церковь на две части — лояльную патриарху и автокефалистскую. В 1996 году Верховный суд вынес решение, что в Индии есть только одна православная церковь, разделённая на две фракции. Церковь независима, но признаёт духовное верховенство Сирийского патриарха.

## Богослужение
Богослужение традиционно совершалось на сирийском языке, однако со временем стал вводиться язык малаялам, который позднее в некоторых общинах вытеснил сирийский язык.

### Облачение
Литургические облачения в целом сходны с сирио-антиохийскими. Чёрная шапочка (или «плод») имеет цилиндрическую форму и покрывает голову также вне богослужения. Как и в большинстве ближневосточных традиций, монашествующие священнослужители всегда носят капюшон из чёрной ткани с орнаментом в виде небольших крестов. Епископы и священники высокого ранга на богослужениях покрывают голову капюшоном из такой же ткани, что и верхние облачения. Во время богослужений епископы надевают головной убор в виде митры западного образца. Остальные элементы облачения в основном аналогичны византийским.

### Литургия
Сиро-маланкарский обряд (ritus Syro-Malankarensis) — один из восточных литургических обрядов. Принадлежит к сиро-антиохийской, или западно-сирийской, обрядовой группе наряду с собственно сиро-антиохийским обрядом. В настоящее время маланкарский обряд в различных формах используется христианами штата Керала (Индия) и незначительной диаспоры, принадлежащими к двум Древним Восточным Церквам, к Сиро-Маланкарской католической церкви и к нескольким протестантским Церквам
Божественная литургия совершается на большом квасном хлебе. Причастие преподаётся под двумя видами через погружение частицы Тела Христова в Кровь Христову, при этом верные сидят на полу в традиционной для индийцев позе.

## Отношения сРимско-католической церковью
В 1889 году к Маланкарской церкви присоединились несколько католических священников, образовавших полусамостоятельную Гоанскую епархию.
В XVIII веке известно не менее четырёх безуспешных попыток воссоединения Римско-католической и Маланкарской сирийских церквей.
В 1926 году группа из пяти сиро-маланкарских епископов, ставших в оппозицию к патриарху в Индии, уполномочила одного из своих членов, Map Ивания, начать переговоры с Римом о воссоединении. Во время переговоров группа настаивала лишь на сохранении чина литургии в традиционном виде и на том, чтобы за епископами остались их епархии. Рим ограничился тем, чтобы епископы исповедовали католическую веру, при сохранении их крещения и священного сана. В конечном счёте, новые отношения с Римом приняли только двое из 5 епископов, включая Map Ивания. Эти два епископа, священник, диакон и один мирянин были приняты 20 сентября 1930 года в состав Католической церкви. В 1930-х годах ещё два епископа, предпочтивших раннее юрисдикцию Сирийского патриарха в Индии, были приняты в общение с Римом.
Официальный диалог между Маланкарской церковью и Римом начался в июне 1983 года, после встречи Католикоса Василия Мар Фомы Матфея в Риме с папой римским Иоанном Павлом II. Впоследствии была сформирована смешанная комиссия, подготовившая в 1990 году соглашение между двумя Церквами.
5 сентября 2013 года Папа Римский Франциск встретился в Ватикане с Католикосом Маланкарской православной (нехалкидонской) сирийской церкви Василием Мар Фомой Павлом II.

## Отношения с православием
Русская православная церковь имеет в распоряжении храм Девы Марии в делийском районе Кайлаш, подаренный ей католикосом Маланкарской церкви Василием Мар Фомой Матфеем II. Благодаря храму перед РПЦ открылись перспективы миссии среди местного населения и для пастырского попечения о своих соотечественниках. Этот храм не является закрытым для посторонних или особо охраняемым, и войти в него может человек любой национальности, любой религиозной принадлежности, любой касты, так как христиан самой Индии часто преследуют за проповедь христианства среди низших каст. Более того, согласно договорённостям предстоятелей церквей (хотя патриарх Кирилл заключил соглашение ещё до интронизации, в 2006 году), любой храм Маланкарской церкви может беспрепятственно использоваться Русской церковью в миссионерских и богослужебных целях. В тех городах Индии, где нет маланкарских храмов, но есть храмы Армянской церкви, которые используют маланкарцы, они решением своего католикоса предоставляют и эти храмы для нужд Русской церкви.
Председатель ОВЦС посещал семинарию Маланкарской церкви.
Часть священнослужителей Маланкарской церкви в разное время обучались в Москве.
Планируется заключение соглашения о сотрудничестве между Маланкарской церковью и Открытым институтом православия Славяно-греко-латинской академии в области обучения студентов от Маланкарской церкви в Москве.

3 сентября 2019 года на встрече патриарха Московского и всея Руси Кирилла и католикоса Маланкарской церкви Василия Мар Фомы Павла II, в ходе визита предстоятеля Маланкарской церкви в Россию, была достигнута договорённость об учреждении рабочей группы по координации двусторонних отношений между Русской православной церковью и Маланкарской церковью. В качестве основных направлений деятельности рабочей группы были обозначены сотрудничество в медийной, социальной и академической сферах, в области поддержки христиан, подвергаемых гонениям в разных регионах мира, и отстаивания традиционных нравственных ценностей.
Исследователь истории Маланкарской церкви Чериян (C. V. Cheriyan) работал над переводом и изданием русской богословской и классической литературы на языке малаялам, богослужебном и разговорном языке маланкарских христиан; последний его труд — это перевод с русского языка на малаялам книги «Филокалия» («Добротолюбие»).